# Marpissa proszynskii
Marpissa proszynskii is een spinnensoort uit de familie van de springspinnen (Salticidae).
De wetenschappelijke naam van de soort werd in 1999 gepubliceerd door Vivekanand Biswas & A. Begum.